# 1163 en santé et médecine
| Années de la santé et de la médecine : 1160 - 1161 - 1162 - 1163 - 1164 - 1165 - 1166    |
| Décennies de la santé et de la médecine : 1130 - 1140 - 1150 - 1160 - 1170 - 1180 - 1190 |

Cet article présente les faits marquants de l'année 1163 en santé et médecine.

## Événements
- Au concile de Tours, le pape Alexandre III, rappelant et renforçant les prescriptions des conciles de 1139, 1148 et 1162, ordonne que « personne après avoir fait profession et prononcé ses vœux, n'irait plus nulle part pour entendre aucune lecture de médecine[1] » et, en interdisant aux moines de s’absenter plus de deux mois de leur monastère, il leur rend de fait impossible la poursuite d'études qui leur sont d'ailleurs déjà proscrites en droit.
- C'est par erreur qu'on a cru que le même 6e concile de Tours avait déclaré : « L'Église a horreur du sang » (« Ecclesia abhorret a sanguine[2] »), locution dont on ne trouve la première occurrence qu'en 1744, dans les Recherches sur la chirurgie en France de François Quesnay[3], et qui ne figure dans aucun écrit avalisé par l'Église catholique[4].

## Fondations
- Pierre Ier Raymond, abbé de Saint-Maixent en Poitou, donne un jardin « à un hôpital pour servir d'hébergement aux habitants du bourg[5] ».
- Dans « une donation faite « à la maison des pauvres du bout du pont » par Guillaume Izarn du masage de Cabanes […], première mention d'un hôpital à Saint-Antonin » en Rouergue[6].
- L'« ancien hôpital » est attesté à Sion, en Valais[7].
- Un hôpital est attesté hors les murs à Douai, en Flandre[8].
- Fondation de la léproserie de femmes Saint-Julien-l'Hospitalier du Petit-Quevilly, près Rouen[9].
- Première mention de l'hôpital Saint-Antoine de Millau[10].